# Friedrich Teitge
Friedrich „Fritz“ Teitge (* 8. Mai 1899 in Potsdam; † 6. Oktober 1976 ebenda) war ein deutscher Schauspieler bei Film und Bühne sowie ein Theaterregisseur.

## Leben und Wirken
Teitge hatte seit Beginn der Weimarer Republik Theater gespielt, jedoch nur selten ein Festengagement bekommen. Anfang der 1930er Jahre ist er für mehrere Spielzeiten als Schauspieler und Regisseur an der Sächsischen Kulturbühne in Chemnitz nachweisbar. Ab 1933 blieb er wieder ohne Festengagement und ging daraufhin nach Berlin, wo Teitge kleine Rollen in Filmen spielte. Der Edelcharge vor der Kamera blieb Teitge ein Leben lang treu, und so sah man ihn in vier Jahrzehnten Tätigkeit vor der Kamera als Regisseur (in seinem Leinwanddebüt Leichte Kavallerie), als Drehorgelspieler, Schiffspassagier, Arbeiter, Polizist, Diener, Beamter, Geistlicher, Artist, Notar, Gärtner und sogar als Gestapo-Mann. Teitge, der nach dem Zweiten Weltkrieg in seiner Heimatstadt Potsdam ansässig blieb, war seitdem in einer Fülle von DEFA-Produktionen wie DFF-Fernsehfilmen zu sehen und trat bis zuletzt, unmittelbar vor seinem Tode, mit Rollen alter Männer vor die Kamera.

## Filmografie (Auswahl)
- 1935: Leichte Kavallerie
- 1936: Savoy-Hotel 217
- 1936: Schlußakkord
- 1937: Unternehmen Michael
- 1937: Die gelbe Flagge
- 1947: Wozzeck
- 1948: Die seltsamen Abenteuer des Herrn Fridolin B.
- 1949: Rotation
- 1949: Die blauen Schwerter
- 1950: Familie Benthin
- 1950: Das kalte Herz
- 1950: Die letzte Heuer
- 1951: Der Untertan
- 1951: Die Meere rufen
- 1952: Karriere in Paris
- 1952: Frauenschicksale
- 1952: Das verurteilte Dorf
- 1953: Geheimakten Solvay
- 1953: Die Unbesiegbaren
- 1954: Kein Hüsung
- 1954: Der Fall Dr. Wagner
- 1954: Carola Lamberti – Eine vom Zirkus
- 1955: Der Ochse von Kulm
- 1955: Das Fräulein von Scuderi
- 1955: Ernst Thälmann – Führer seiner Klasse
- 1955: Ein Polterabend
- 1955: Star mit fremden Federn
- 1956: Thomas Müntzer – Ein Film deutscher Geschichte
- 1957: Das singende, klingende Bäumchen
- 1957: Zwei Mütter
- 1957: Gejagt bis zum Morgen
- 1958: Nur eine Frau
- 1958: Der Lotterieschwede
- 1958: Der Prozeß wird vertagt
- 1959: Das Feuerzeug
- 1959: Kabale und Liebe
- 1959: Weißes Blut
- 1959: Claudia
- 1960: Leute mit Flügeln
- 1960: Papas neue Freundin
- 1960–1963: Blaulicht (Fernsehserie, 3 Folgen)
- 1961: Die letzte Nacht (Fernsehfilm)
- 1961: Gewissen in Aufruhr
- 1961: Mord an Rathenau (Fernsehfilm)
- 1962: Die schwarze Galeere
- 1962: Hulla di Bulla (Fernsehfilm)
- 1962: Die letzte Chance (Fernsehfilm)
- 1962: Mord ohne Sühne
- 1962: Anonymer Anruf (Fernsehfilm)
- 1963: Der Staatsanwalt hat das Wort: Kümmelblättchen (Fernsehserie)
- 1963: Koffer mit Dynamit
- 1963: Nebel
- 1963: Vanina Vanini (Fernsehfilm)
- 1964: Viel Lärm um nichts
- 1964: Mir nach, Canaillen!
- 1964: Der fliegende Holländer
- 1965: Das Kaninchen bin ich
- 1965: Chronik eines Mordes
- 1968: Mord am Montag
- 1968: Wir lassen uns scheiden
- 1968: Wege übers Land ??
- 1968: Mohr und die Raben von London
- 1969: Geheime Spuren
- 1970: Junge Frau von 1914
- 1970: Rebell im Jägerrock
- 1970: Jeder stirbt für sich allein (Miniserie, 1 Folge)
- 1970: Fiete Stein (Fernsehfilm)
- 1970: Husaren in Berlin
- 1971: Tod eines Millionärs (Fernsehfilm)
- 1972: Polizeiruf 110: Das Ende einer Mondscheinfahrt
- 1973: Die klugen Dinge
- 1973: Letzte Nachrichten
- 1973: Der Untergang der Emma
- 1974: Polizeiruf 110: Lohnraub
- 1974: Lotte in Weimar
- 1976: Die Leiden des jungen Werthers
- 1975: Fischzüge (Fernsehfilm)
- 1975: Blumen für den Mann im Mond
- 1976: Viechereien (Fernsehfilm)